# Adelfa Calvo
Adelfa Calvo Soto (Málaga, 5 de abril de 1962) es una actriz española de cine y televisión. Se hizo popular por el papel de sirvienta Rosario en la serie española El secreto de Puente Viejo. Fue galardonada en 2018 con el premio Goya a la mejor actriz de reparto por la película El autor.

## Biografía
Nacida en Málaga en 1962, es hija de la popular cantante de copla andaluza y flamenco Adelfa Soto, y nieta a su vez de La Niña de la Puebla. 
A los 14 años, se apuntó a clases de teatro en Madrid, donde residía por el trabajo de su madre. Ya en su Málaga natal, en 1980 entró en la Escuela Superior de Arte Dramático y  en 1985 formó la compañía Brea Teatro, con Mercedes León, con quien trabajó hasta 2002. Lo compaginó con las clases que daba de teatro en Institutos de Enseñanza Secundaria y como locutora publicitaria. 
Fue preparadora de actores, coach, en la serie Arrayán (2010) de la televisión autonómica andaluza Canal Sur. 
Ya como actriz, debutó en el cine con Biutiful (2010), de Alejandro González Iñarritu. Luego siguió con Montxo Armendáriz (No tengas miedo, 2011). Benito Zambrano (2011)  Alberto Rodríguez (Grupo 7, 2012, La isla mínima, 2014), o Manuel Martín Cuenca, que la dirigió en El autor, trabajo por el que ganó el Goya y el Premio Feroz, entre otros.  También con Pedro Almodóvar (Madres paralelas, 2021 ) y Juan Diego Botto (En los márgenes, 2022). 
En 2004 participó en la serie Cuéntame como pasó, donde interpretó a la madre de Fuencisla. En 2008 interpretó a la madre de Nicola en Hospital Central. De 2012 a 2017 interpretó a la humilde y carismática sirvienta Rosario en la telenovela El secreto de Puente Viejo. 
En 2019 fue la pregonera de la Feria de Málaga, su ciudad. Hizo capitulares en La casa de papel, Los favoritos de Midas (2020, Movistar`+). Dos temporadas de Toy boy (2019-21, Antena3) y una temporada en Amar es para siempre (2022, Antena 3); capitulares en Bellas Artes (2024, Movistar+) y El marqués (2024, Mediaset) y como protagonista, La sombra de la tierra (2024, Atresplayer) . 

## Trayectoria

### Cine
- 1999 : Hanul Carpatilor (la posada de los Cárpatos) de Rafael Ramírez Campos y Benjamín Ramírez Reina
- 2010 : Biutiful de Alejandro González Iñárritu
- 2011 : No tengas miedo de Montxo Armendáriz
- 2011 : La voz dormida de Benito Zambrano
- 2012 : Grupo 7 de Alberto Rodríguez
- 2012 : Miel de naranjas de Imanol Uribe
- 2014 : La isla mínima de Alberto Rodríguez
- 2015 : A cambio de nada de Daniel Guzmán
- 2017 : El autor de Manuel Martín Cuenca
- 2018 : Viaje al cuarto de una madre de Celia Rico Clavellino
- 2020 : El verano que vivimos de Carlos Sedes
- 2021: Operación Camarón de Carlos Therón.
- 2021: Sevillanas de Brooklyn de Vicente Villanueva.
- 2021: Madres paralelas de Pedro Almodóvar.
- 2021: Alegría de Violeta Salama.
- 2022: Los renglones torcidos de Dios de Oriol Paulo
- 2022: En los márgenes de Juan Diego Botto.
- 2023: La singla de Paloma  Zapata.
- 2024: Norbert(a) de Sonia Escolano.
- 2024: ¿Es el enemigo? La película de Gila, de Alexis Morante
- 2026: Ruega por nosotras, de Daniel Monzón

### Televisión
| Año         | Serie                      | Canal                  | Personaje                          | Notas           |
| ----------- | -------------------------- | ---------------------- | ---------------------------------- | --------------- |
| 2004; 2009  | Cuéntame cómo pasó         | La 1                   | Paisana / Madre de Fuencisla       | 2 episodios     |
| 2006        | La dársena de poniente     | La 1                   | Presa                              | 7 episodios     |
| 2008; 2011  | Hospital Central           | Telecinco              | Madre de Nicolás / Mujer de Julián | 1 episodio      |
| 2010        | Arrayán                    | Canal Sur              |                                    | 1 episodio      |
| 2011 - 2017 | El secreto de Puente Viejo | Antena 3               | Rosario Pacheco                    | 1.500 episodios |
| 2017        | La casa de papel           | Antena 3               | Madre de Tokio                     | 1 episodio      |
| 2017        | El Ministerio del Tiempo   | La 1                   | Aurelia                            | 1 episodio      |
| 2019; 2021  | Toy Boy                    | Atresplayer / Antena 3 | Benigna Rojas                      | 21 episodios    |
| 2020        | Los favoritos de Midas     | Netflix                | Gloria                             | 3 episodios     |
| 2022        | Amar es para siempre       | Antena 3               | Paz Guerrero Zamora                | 61 episodios    |
| 2024        | Bellas artes               | Movistar Plus+         | Celeste Balbrán                    | 2 episodios     |
| 2024        | El Marqués                 | Telecinco              | Madre de Rafael                    | 3 episodios     |
| 2024        | La sombra de la tierra     | Atresplayer            | Garibalda                          | 4 episodios     |

## Premios
32.ª edición de los Premios Goya
| Categoría               | Película | Resultado |
| ----------------------- | -------- | --------- |
| Mejor actriz de reparto | El autor | Ganadora  |

Premios Feroz
| Año  | Categoría               | Película        | Resultado |
| ---- | ----------------------- | --------------- | --------- |
| 2018 | Mejor actriz de reparto | El autor        | Ganadora  |
| 2022 | Mejor actriz de reparto | En los márgenes | Nominada  |

- 2024-Premio a la Trayectoria Profesional, otorgado por Canal Sur Radio y Televisión (CSRTV) en el Festival de Cine Europeo de Sevilla 2024. [10]
- 2018 - Premio Asecan Aisge Intérprete Femenina, otorgado por la Asociación de Escritores y Escritoras de Cine de Andalucía, Asecan.[11]
- 2017 - Mejor Actriz Secundaria de cine otorgado por la Unión de actores y actrices por El autor.[12]
- 2025- Premio Carmen Mejor Interpretación Femenina de Reparto, por ¿Es el enemigo? La película de Gila. Galardón anual concedido por la Academia del Cine de Andalucía. [13]